# Asocijacija Spektra
Asocijacija Spektra — общественная организация, работающая над продвижением и защитой прав транссексуалов, гендерно-разнообразных и интерсексуалов в Черногории. Она была основана в 2017 году как дочерняя организация Queer Montenegro. Организация работает в сфере поддержки сообщества, адвокатуры, образования, СМИ и культуры.
В последние годы (2019—2021) она повысила свою общественную известность и влияние, подписав несколько соглашений с международными организациями, такими как Управление Верховного комиссара Организации Объединённых Наций по делам беженцев, Евразийская сеть здравоохранения ключевых групп населения, Стоунволл и государственными учреждениями, особенно в области здравоохранения.
Asocijacija Spektra является членом нескольких сообществ, включая Transgender Europe, Ассоциацию равных прав для Западных Балкан и Турции и Международную молодёжную и студенческую организацию лесбиянок, геев, бисексуалов, трансгендеров и квиров.